# Ayako Matsumura
Ayako Matsumura –en japonés, 松村 亜矢子, Matsumura Ayako– (Kasugai, 8 de enero de 1982) es una deportista japonesa que compitió en natación sincronizada. Ganó seis medallas en el Campeonato Mundial de Natación, en los años 2005 y 2007.

## Palmarés internacional
| Campeonato Mundial | Campeonato Mundial    | Campeonato Mundial | Campeonato Mundial |
| Año                | Lugar                 | Medalla            | Prueba             |
| ------------------ | --------------------- | ------------------ | ------------------ |
| 2005               | Montreal (Canadá)     | Medalla de plata   | Equipo             |
| 2005               | Montreal (Canadá)     | Medalla de plata   | Combinación libre  |
| 2007               | Melbourne (Australia) | Medalla de plata   | Equipo técnico     |
| 2007               | Melbourne (Australia) | Medalla de plata   | Combinación libre  |
| 2007               | Melbourne (Australia) | Medalla de bronce  | Dúo libre          |
| 2007               | Melbourne (Australia) | Medalla de bronce  | Equipo libre       |